# Liste der Baudenkmäler in Detmold-Niederschönhagen
Die Liste der Baudenkmäler in Detmold-Niederschönhagen enthält die denkmalgeschützten Bauwerke auf dem Gebiet von Detmold-Niederschönhagen in Nordrhein-Westfalen (Stand: September 2024). Diese Baudenkmäler sind in der Denkmalliste der Stadt Detmold eingetragen; Grundlage für die Aufnahme ist das Denkmalschutzgesetz Nordrhein-Westfalen (DSchG NRW).
| Bild | Bezeichnung        | Lage                        | Beschreibung | Bauzeit | Eingetragen seit  | Denkmal- nummer |
| ---- | ------------------ | --------------------------- | --- | ------- | ----------------- | --------------- |
| BW   | Bauernhofanlage    | Blomberger Straße 416 Karte | Hofanlage, der Denkmalschutz umfasst das Vierständer-Fachwerkhaus aus dem Jahr 1822, die Fachwerkdurchfahrtscheune und das Fachwerk-Torgestell des Leibzuchtgebäudes aus dem 19. Jahrhundert mit fünfzeiliger Inschrift und reichen Ornamenten. | 1822    | 1. September 1997 | 521             |
| BW   | Fachwerkbauernhaus | Dorlastraße 20 Karte        | Vierständer-Längsdeelenhaus aus dem Jahr 1826 mit Inschriften in Giebelschwelle, Rähm und Torbalken. | 1826    | 8. November 2004  | 608             |

- Karte mit allen Koordinaten:
- OSM |
- WikiMap